# Air Force Base Waterkloof

i7
i11
i13
Die Air Force Base Waterkloof (AFB Waterkloof, afrikaans Waterkloof Lugmagbasis, IATA-Code: WKF, ICAO-Code: FAWK), gegründet als Waterkloof Air Station befindet sich bei Centurion, Provinz Gauteng in der Metropolgemeinde City of Tshwane, dadurch nahe der südafrikanischen Hauptstadt Pretoria. Diese Anlage ist der größte Luftwaffenstützpunkt der South African Air Force (SAAF) in Südafrika.

## Lage und Verkehr
Der Luftwaffenstützpunkt befindet sich südlich von Pretoria. An seinen westlichen Flanken grenzt das Gelände an den Stadtteil Lyttelton Manor von Centurion. Im Südosten verläuft die Autobahn N1, die sich östlich des bebauten Wohngebietes Pierre van Rynefeld (benannt nach einem militärischen Flugpionier) mit der R21 (Hans Strydom Drive) kreuzt. Im Norden wird das Flughafenfeld vom Solomon Mahlangu Drive (M10) tangiert, der für das Areal zugleich die äußere Haupterschließungsstraße bildet. Westlicherseits verläuft in Nord-Süd-Richtung die Eisenbahnstrecke Pretoria-Kempton Park-Germiston. Die AFB Swartkop liegt nur 6 Kilometer von der AFB Waterkloof entfernt.
Im Umfeld des Luftwaffenstützpunktes befinden sich ein ehemaliger Dolomit-Tagebau, das Groenkloof Nature Reserve, ein Autobahnkreuz (N1, R21) und dicht bebaute Wohngebiete.

## Nutzung und Funktion
Der Militärstützpunkt wird von der südafrikanischen Luftwaffe genutzt und verwaltet. Zur AFB Waterkloof gehört auch das Ditholo Training Area (vormals Air Defence Artillery Defence Unit) als externe Komponente in Hammanskraal. Zudem werden über diesen Flughafen Flugdienste für den südafrikanischen Präsidenten und ausländische Staatsgäste abgewickelt. In diesem Zusammenhang haben die in Südafrika vertretenen diplomatischen Missionen anderer Staaten einen gewissen Einfluss auf den stattfindenden Flugverkehr.

## Geschichte

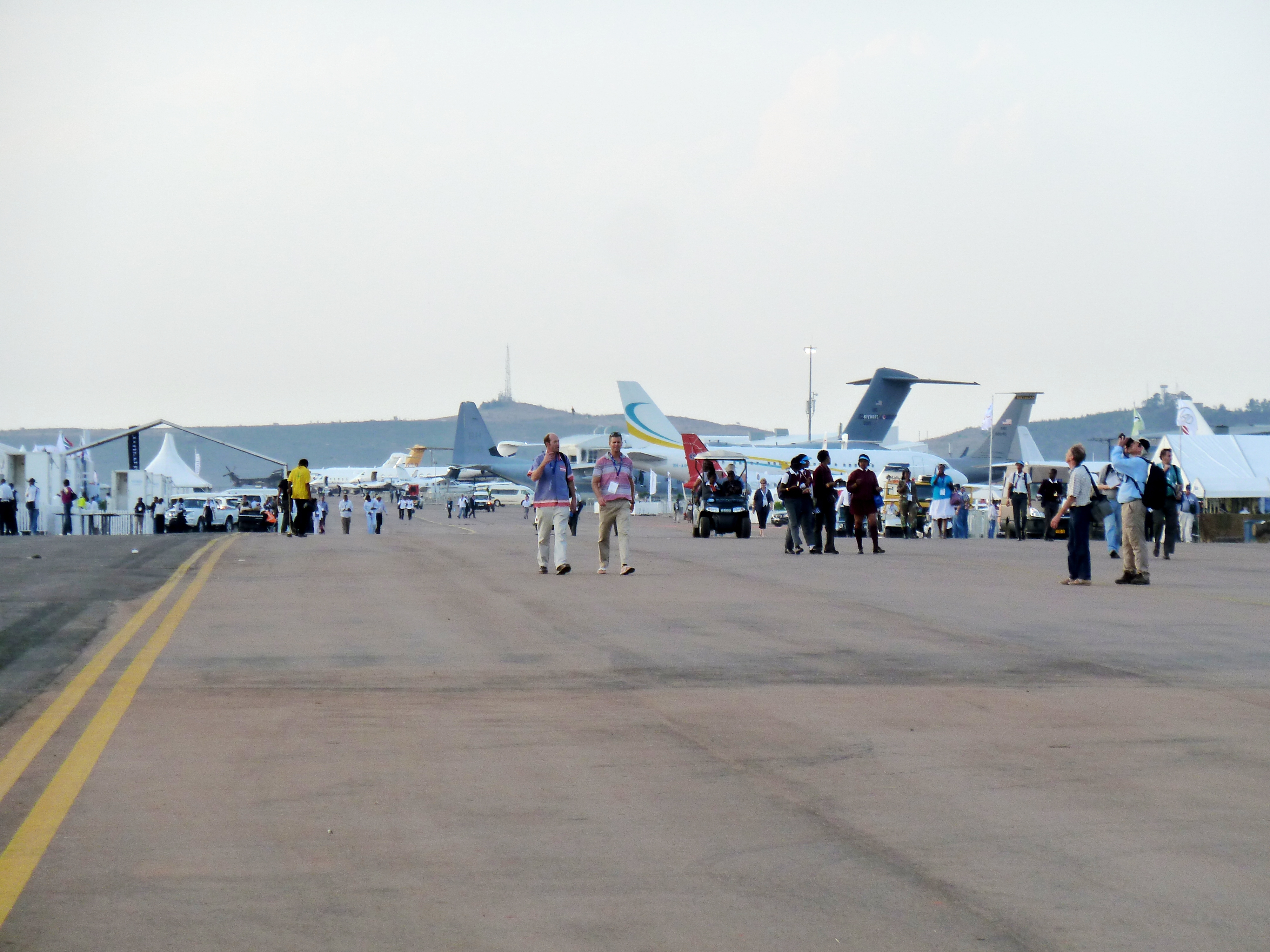
Luftfahrtmesse Africa Aerospace and Defence Expo 2012

Der Stützpunkt wurde am 1. August 1938 eröffnet. In den ersten Jahren bestand das Landefeld aus einer Grasfläche, die für die damals existierenden Flugzeuge ausreichend war. Mit dem Aufkommen der Strahltriebwerke kam es durch ihre Betreibung am Boden zur Zerstörung solcher unbefestigter Untergründe. Daher entschloss sich die Luftwaffe zur Anlage von asphaltierten Flächen. Um die erforderliche Baufreiheit zu gewährleisten, wurde im Juli 1951 das 1 Squadron mit seinen soeben erhaltenen Vampire-Flugzeugen in die benachbarte AFS Swartkop verlegt, die dadurch zum zeitweiligen Operationsstandort wurde.
Bei den Bauplanungen war man von einem 2,5-jährigen Zeitraum ausgegangen. Jedoch erst 1956 konnten Einheiten der Luftstreitkräfte nach Waterkloof zurückkehren. Der Bau der Start- und Landebahnen und weiteren damit verbundenen Anlagen erstreckte sich über einen Zeitraum von fast fünf Jahren.
Zwischen 1970 und den 1980er Jahren wurde der Stützpunkt mehrfach modernisiert und entwickelte sich zum führenden Militärflughafen Südafrikas.
Seit 1998 findet auf dem Gelände des Stützpunktes eine Luftfahrtmesse statt, deren Vorläuferveranstaltung im Jahre 1975 als Aviation Africa auf dem Lanseria Airport begann. Mit dem Jahre 1998 wechselte auch ihre Bezeichnung zu Aerospace Africa und der militärische Anteil prägte nun das Profil der Messe. Im Jahre 2000 verband sich die Aerospace Africa mit der bisher zweijährig veranstalteten DEXSA (Defence Exhibition of South Africa) zur Africa Aerospace & Defence (AAD). Die AAD-Internationale Ausstellung für Luftfahrt und Verteidigung ist nun eine aller zwei Jahre stattfindende Luftfahrtmesse mit zivilen und militärischen Ausstellern für Fachbesucher und weiteres interessiertes Publikum. Der Veranstalter ist das in Centurion ansässige Unternehmen Africa Aerospace & Defence. Weitere an der Organisation beteiligte Institutionen sind die Commercial Aviation Association of Southern Africa (CAASA), Armscor, zentrale Regierungsstellen und das südafrikanische Verteidigungsministerium (DoD).
Eine zweite Sanierung der Start- und Landebahnen sowie der Rollbahnen erfolgte in den Jahren 2008 und 2009.
Die ungenehmigte Landung (Flug JAI 9900) eines Airbus A330-200 der indischen Jet Airways mit über 200 Passagieren am 30. April 2013 auf der AFB Waterkloof wurde als erhebliches Sicherheitsereignis für den Staat Südafrika eingestuft und löste Untersuchungen des Justizministeriums, der State Security Agency sowie nachgelagerte politische Debatten aus. Entsprechend der damaligen Rechtslage waren nur Starts und Landungen für militärische Zwecke und hochrangige regierungsamtliche bzw. diplomatische Transfers (VVIP, VIP) zulässig. Hintergrund für dieses Ereignis bilden die engen Beziehungen der Gupta-Familie zu hochrangigen Vertretern der damaligen südafrikanischen Regierung. Die Fluggäste wurden in Luxusfahrzeugen zu einem Casino-Resort gebracht, das vollständig für die Hochzeit von Vega Gupta mit Aakash Jahajgarhia, einem Sohn aus einer wohlhabenden indischen Familie, gebucht worden war. Es entstanden Vorwürfe, dass das indische Hochkommissariat die diplomatischen Sonderregeln missbraucht hätte und zur Landung auf dem Luftwaffenstützpunkt Waterkloof beigetragen haben soll, dessen Nutzung nur dem Militär, dem südafrikanischen Präsidenten und anderen Staatsoberhäuptern vorbehalten ist.
Zeitlich parallel mit dem ersten von Präsident Putin einberufenen Summit and Economic Forum Russia–Africa in Sotschi (23. bis 24. Oktober 2019) landeten am 23. Oktober 2019 zwei Maschinen vom Typ Tupolew Tu-160 auf der AFB Waterkloof. Nach einer Erklärung des Vize-Verteidigungsministers Innocent Buthelezi sowie eines Ministeriumssprechers war der Besuch der beiden Maschinen schon länger geplant und ist ein Bestandteil der bilateralen Kooperation auf dem militärischen Sektor. Die beiden Flugzeuge landeten nach 13 Stunden und einem 11.000 Kilometer langen Nonstop-Flug vom Militärflugplatz Engels-2 bei Saratow auf dem Zielflughafen. Während des Flugs erhielten sie über dem Kaspischen Meer von einer Iljuschin Il-78 eine Luftbetankung.

## Stationierungen
Auf der AFB Waterkloof sind folgende SAAF-Einheiten stationiert (Stand 2019):
- 1 Air Servicing Unit,
- 111 Squadron,
- 21 Squadron (VIP-Transport),
- 28 Squadron,
- 41 Squadron,
- 44 Squadron,
- 5 Air Servicing Unit (Wartungsunterstützung),
- 504 Squadron,
- 60 Squadron,
- Central Photographic Institute (fototechnische Unterstützung),
- Command and Control School,
- Electronic Warfare Centre,
- Joint Air Reconnaissance Intelligence Centre (JARIC, Luftbildauswertung),
- SAAF Telecommunications Centre.